# Leichtathletik-Europameisterschaften 2006/400 m der Frauen

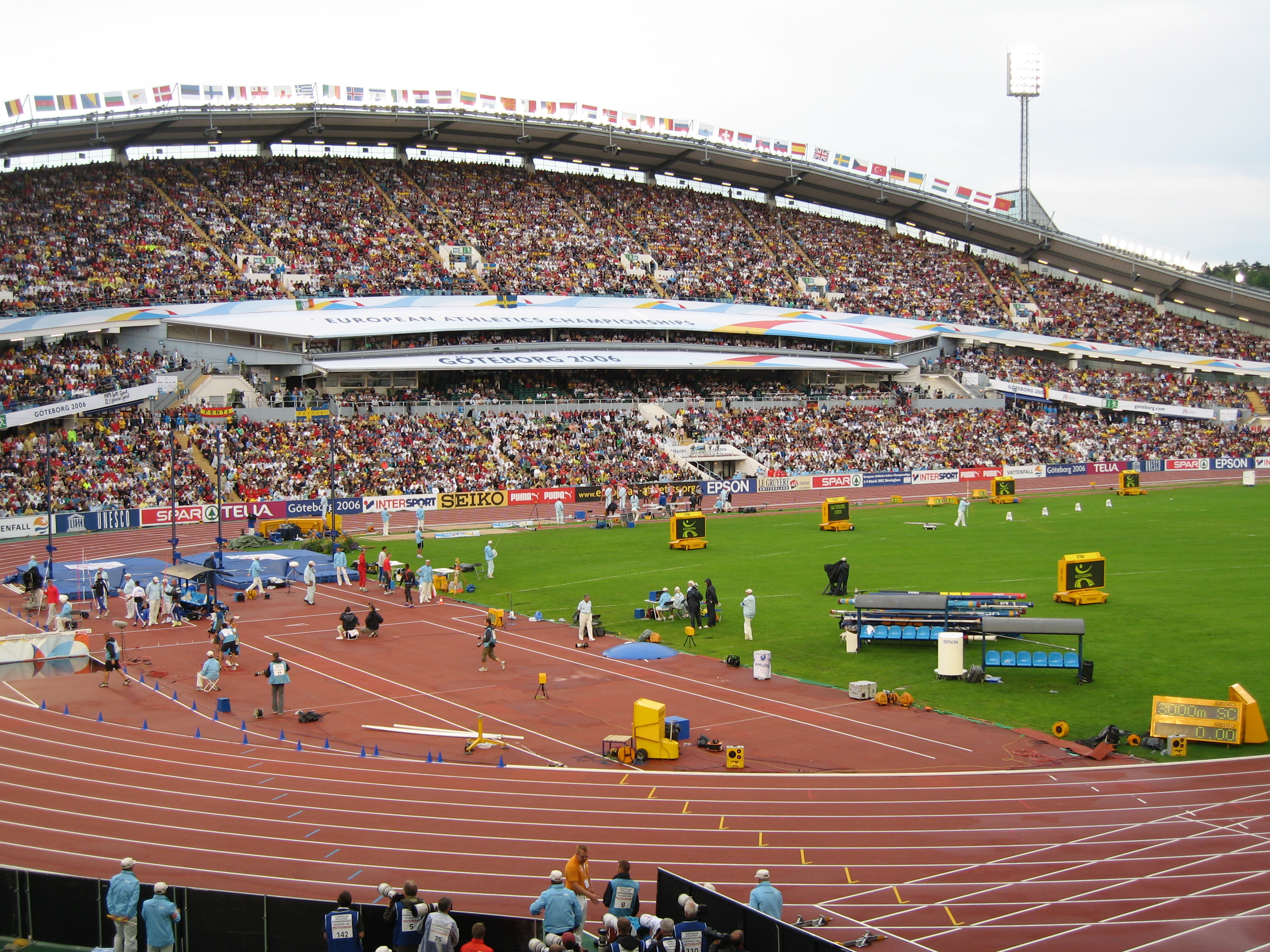
Das Ullevi-Stadion in Göteborg während der Europameisterschaften 2006

Der 400-Meter-Lauf der Frauen bei den Leichtathletik-Europameisterschaften 2006 wurde vom 8. bis 10. August 2006 im Ullevi-Stadion der schwedischen Stadt Göteborg ausgetragen.
Mit Silber und Bronze errangen die russischen Läuferinnen in diesem Wettbewerb zwei Medaillen. Europameisterin wurde die Bulgarin Wanja Stambolowa. Sie gewann vor Tatjana Weschkurowa. Bronze ging an Olga Saizewa.

## Rekorde

### Bestehende Rekorde
| Weltrekord           | 47,60 s | Marita Koch | Canberra, Australien   | 6. Oktober 1985   |
| Europarekord         | 47,60 s | Marita Koch | Canberra, Australien   | 6. Oktober 1985   |
| Meisterschaftsrekord | 48,16 s | Marita Koch | EM Athen, Griechenland | 8. September 1982 |

Der bereits seit 1982 bestehende EM-Rekord wurde auch bei diesen Europameisterschaften nicht erreicht. Die schnellste Zeit erzielte die spätere Europameisterin Wanja Stambolowa aus Bulgarien mit 49,69 s im ersten Halbfinale, womit sie 1,53 s über dem Rekord blieb. Zum Welt- und Europarekord fehlten ihr 2,09 s.

### Rekordverbesserungen
Zweimal wurde der belarussische Landesrekord verbessert:
- 51,34 s – Ilona Ussowitsch (Belarus), zweiter Vorlauf am 8. August
- 50,69 s – Ilona Ussowitsch (Belarus), Finale am 10. August

## Legende
| NR | Nationaler Rekord |

## Vorrunde
Die Vorrunde wurde in vier Läufen durchgeführt. Die ersten drei Athletinnen pro Lauf – hellblau unterlegt – sowie die darüber hinaus vier zeitschnellsten Läuferinnen – hellgrün unterlegt – qualifizierten sich für das Halbfinale.

### Vorlauf 1

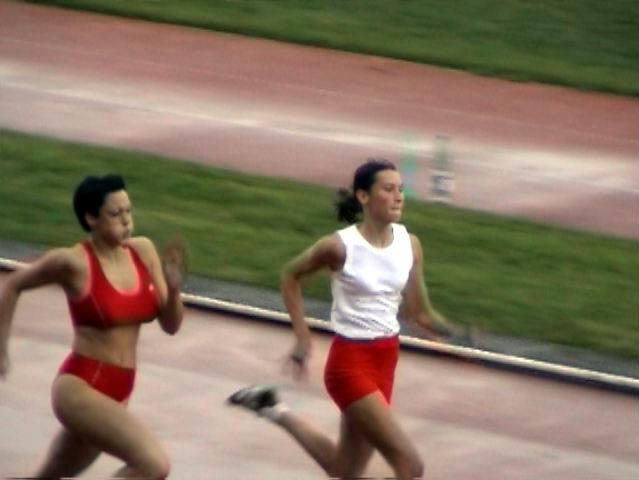
Als Fünfte ihres Rennens schied Jitka Bartoničková (rechts) im Vorlauf aus
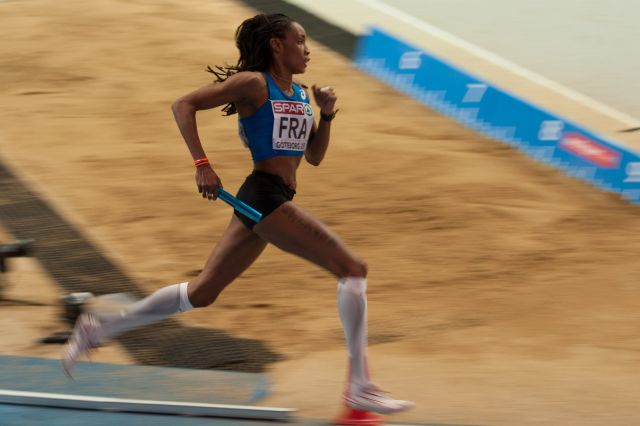
Phara Anacharsis belegte Rang sieben in ihrem Vorlauf und erreichte damit nicht das Halbfinale

8. August 2006, 10:55 Uhr
| Platz | Name               | Nation         | Zeit (s) |
| ----- | ------------------ | -------------- | -------- |
| 1     | Olga Saizewa       | Russland       | 50,89    |
| 2     | Joanne Cuddihy     | Irland         | 51,41    |
| 3     | Marilyn Okoro      | Großbritannien | 52,02    |
| 4     | Barbara Petráhn    | Ungarn         | 52,30    |
| 5     | Jitka Bartoničková | Tschechien     | 52,91    |
| 6     | Lena Aruhn         | Schweden       | 53,28    |
| 7     | Phara Anacharsis   | Frankreich     | 53,43    |

### Vorlauf 2
8. August 2006, 11:03 Uhr
| Platz | Name              | Nation    | Zeit (s) |
| ----- | ----------------- | --------- | -------- |
| 1     | Wanja Stambolowa  | Bulgarien | 50,39    |
| 2     | Ilona Ussowitsch  | Belarus   | 51,34 NR |
| 3     | Natalija Pyhyda   | Ukraine   | 51,98    |
| 4     | Daniela Reina     | Italien   | 52,07    |
| 5     | Grażyna Prokopek  | Polen     | 52,21    |
| 6     | Klodiana Shala    | Albanien  | 52,86    |
| 7     | Beatrice Dahlgren | Schweden  | 53,52    |

### Vorlauf 3
8. August 2006, 11:11 Uhr
| Platz | Name               | Nation       | Zeit (s) |
| ----- | ------------------ | ------------ | -------- |
| 1     | Swetlana Pospelowa | Russland     | 51,69    |
| 2     | Marijana Dimitrowa | Bulgarien    | 52,04    |
| 3     | Solen Désert       | Frankreich   | 52,32    |
| 4     | Claudia Hoffmann   | Deutschland  | 52,55    |
| 5     | Dímitra Dóva       | Griechenland | 53,24    |
| 6     | Kirsi Mykkänen     | Finnland     | 53,34    |

### Vorlauf 4

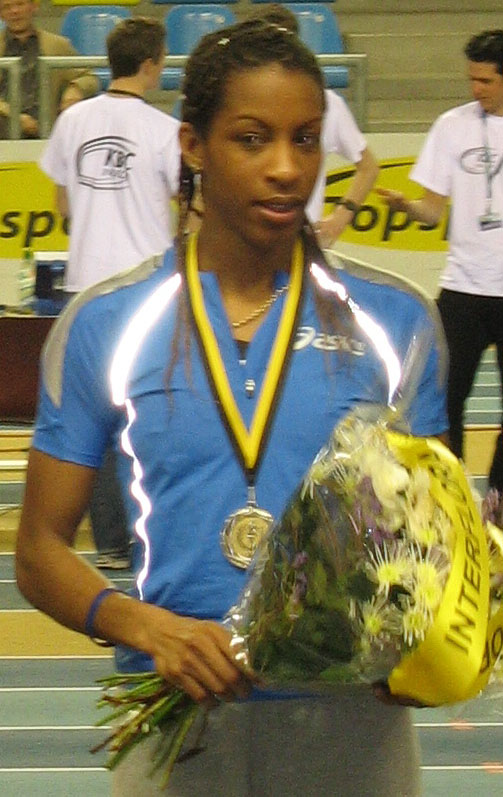
Thélia Sigères fünfter Platz im vierten Vorlauf reichte nicht für das Finale

8. August 2006, 11:19 Uhr
| Platz | Name                | Nation         | Zeit (s) |
| ----- | ------------------- | -------------- | -------- |
| 1     | Tatjana Weschkurowa | Russland       | 51,01    |
| 2     | Nicola Sanders      | Großbritannien | 51,80    |
| 3     | Danijela Grgić      | Kroatien       | 52,15    |
| 4     | Romara van Noort    | Niederlande    | 52,64    |
| 5     | Thélia Sigère       | Frankreich     | 53,52    |
| 6     | Nedjalka Nedkowa    | Bulgarien      | 53,69    |

## Halbfinale
Aus den beiden Halbfinalläufen qualifizierten sich die jeweils ersten vier Athletinnen – hellblau unterlegt – für das Finale.

### Lauf 1

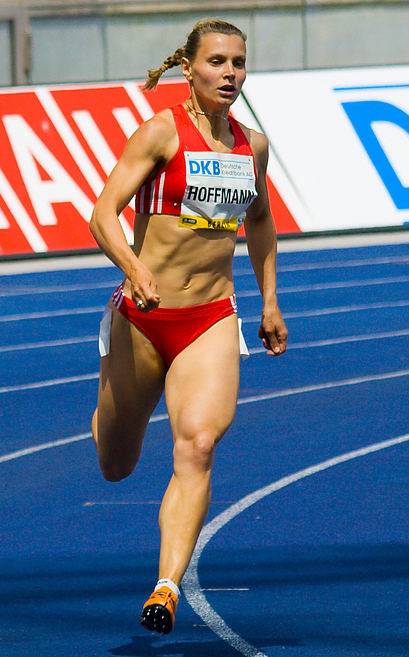
Claudia Hoffmann, spätere Claudia Grunwald, schied nach Erreichen des Semifinales als Sechste ihres Rennens aus
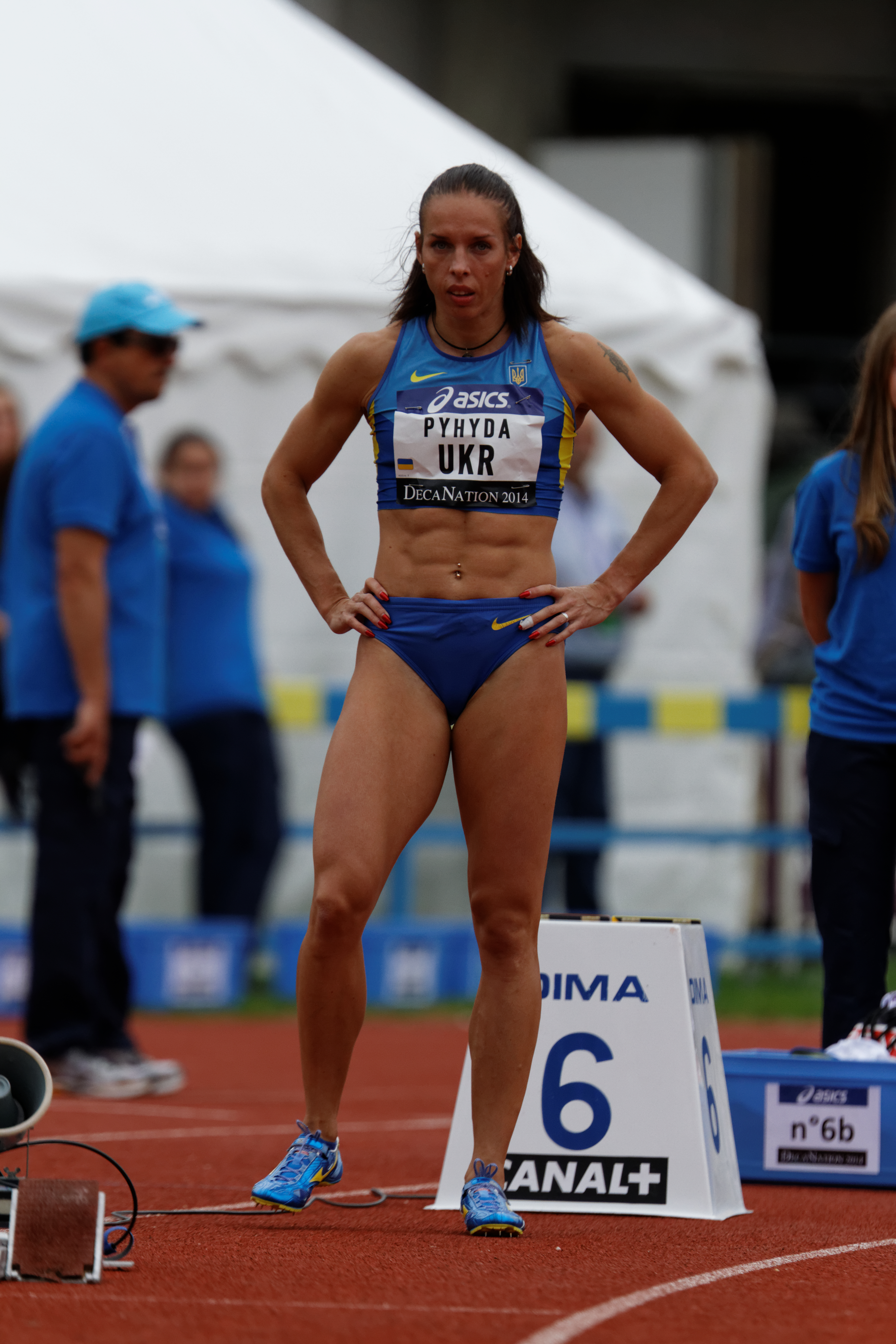
Natalija Pyhyda wurde Siebte ihres Halbfinallaufs und erreichte damit nicht das Finale

9. August 2006, 19:05 Uhr
| Platz | Name               | Nation         | Zeit (s) |
| ----- | ------------------ | -------------- | -------- |
| 1     | Wanja Stambolowa   | Bulgarien      | 49,69    |
| 2     | Ilona Ussowitsch   | Belarus        | 50,74    |
| 3     | Swetlana Pospelowa | Russland       | 50,96    |
| 4     | Nicola Sanders     | Großbritannien | 51,25    |
| 5     | Daniela Reina      | Italien        | 52,13    |
| 6     | Claudia Hoffmann   | Deutschland    | 52,27    |
| 7     | Natalija Pyhyda    | Ukraine        | 52,36    |
| 8     | Solen Désert       | Frankreich     | 53,06    |

### Lauf 2

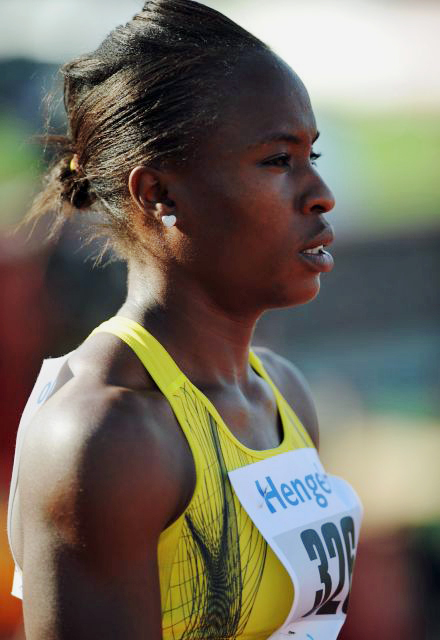
Marilyn Okoro hatte als Achte ihres Halbfinalrennens keine Chance, im Finale dabei zu sein

9. August 2006, 19:12 Uhr
| Platz | Name                | Nation         | Zeit (s) |
| ----- | ------------------- | -------------- | -------- |
| 1     | Olga Saizewa        | Russland       | 50,49    |
| 2     | Tatjana Weschkurowa | Russland       | 50,87    |
| 3     | Joanne Cuddihy      | Irland         | 51,09    |
| 4     | Marijana Dimitrowa  | Bulgarien      | 51,23    |
| 5     | Danijela Grgić      | Kroatien       | 52,00    |
| 6     | Barbara Petráhn     | Ungarn         | 52,46    |
| 7     | Grażyna Prokopek    | Polen          | 52,66    |
| 8     | Marilyn Okoro       | Großbritannien | 52,94    |

## Finale
10. August 2006, 18:50 Uhr
| Platz | Name                | Nation         | Zeit (s) |
| ----- | ------------------- | -------------- | -------- |
| 1     | Wanja Stambolowa    | Bulgarien      | 49,85    |
| 2     | Tatjana Weschkurowa | Russland       | 50,15    |
| 3     | Olga Saizewa        | Russland       | 50,28    |
| 4     | Marijana Dimitrowa  | Bulgarien      | 50,64    |
| 5     | Ilona Ussowitsch    | Belarus        | 50,69 NR |
| 6     | Nicola Sanders      | Großbritannien | 50,87    |
| 7     | Swetlana Pospelowa  | Russland       | 50,90    |
| 8     | Joanne Cuddihy      | Irland         | 51,46    |

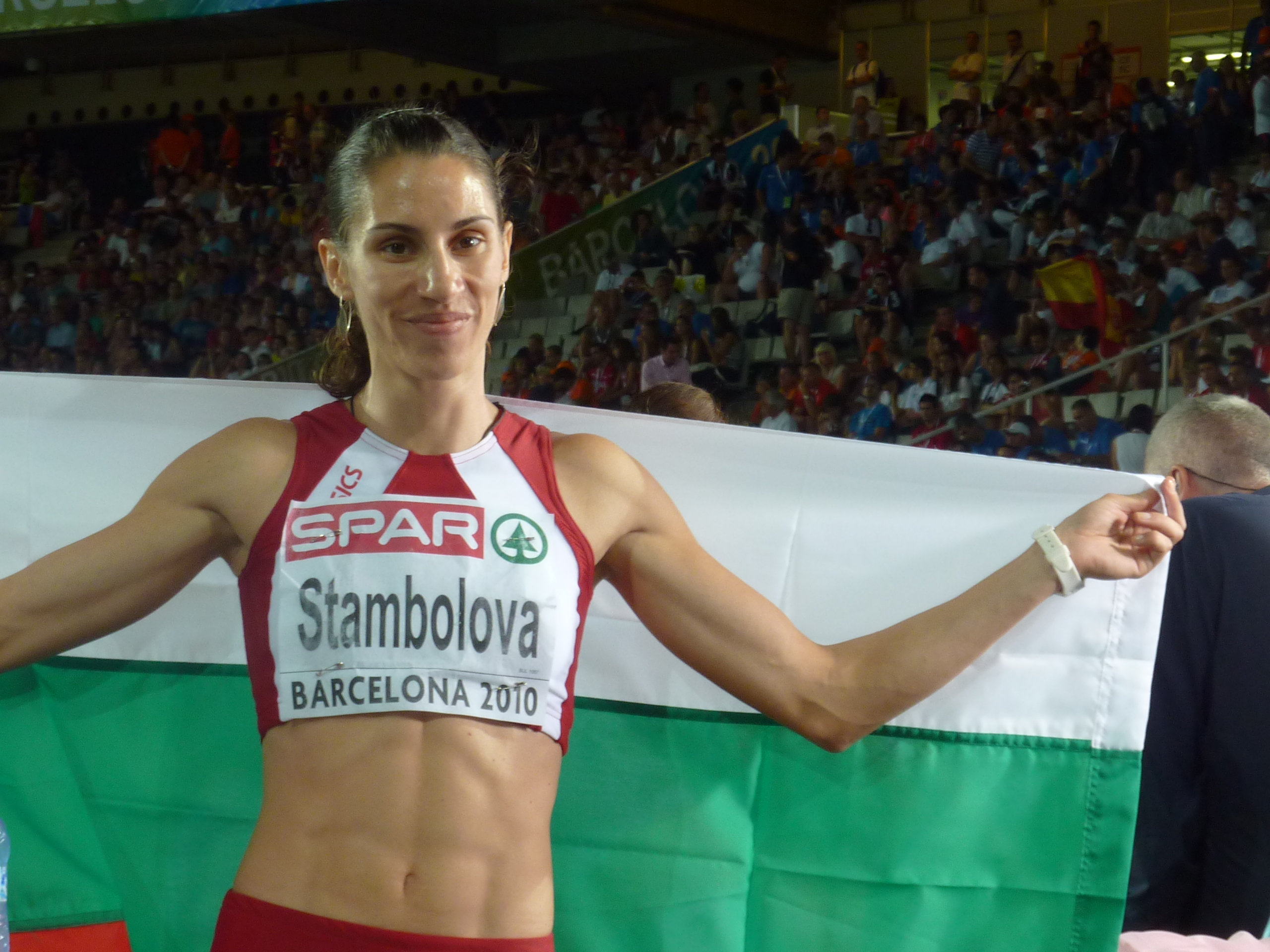
Europameisterin Wanja Stambolowa – sie erhielt 2007 nach positivem Testosterontest eine Sperre von zwei Jahren und wurde anschließend Vizeeuropameisterin 2010 über 400 Meter Hürden

Wie bei den Männern war auch bei den Frauen der 400-Meter-Lauf der erste Wettbewerb, in dem keine Endlaufteilnehmerin von 2002 das Finale erreichte. Allerdings waren erfahrene Staffelläuferinnen am Start. Die Siegerin Wanja Stambolowa hatte in den vorherigen Runden ihre Mitfavoritenrolle gefestigt. Als größte Überraschung muss gewertet werden, dass die andere Favoritin Olga Saizewa „nur“ Bronze gewann. Die Belarussin Ilona Ussowitsch hatte mit 50,74 s bereits in der Qualifikation einen neuen Landesrekord aufgestellt und unterbot diesen als Fünfte dann im Finale nochmals.

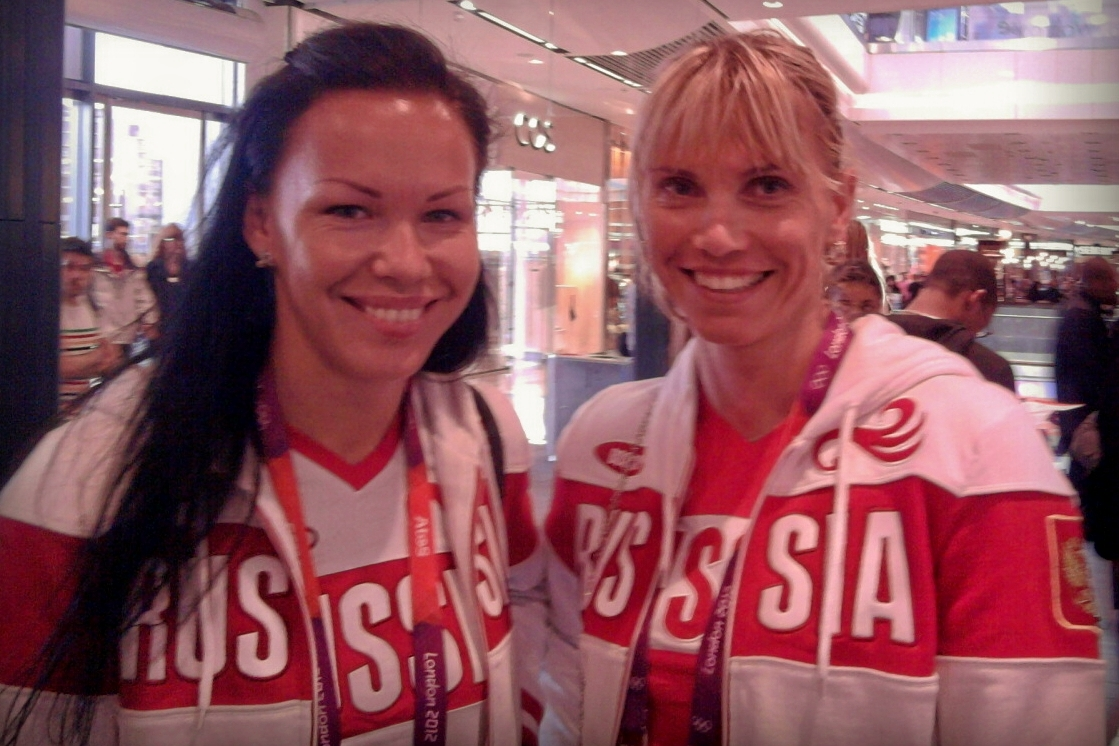
Tatjana Weschkurowa (rechts) wurde Vizeeuropameisterin
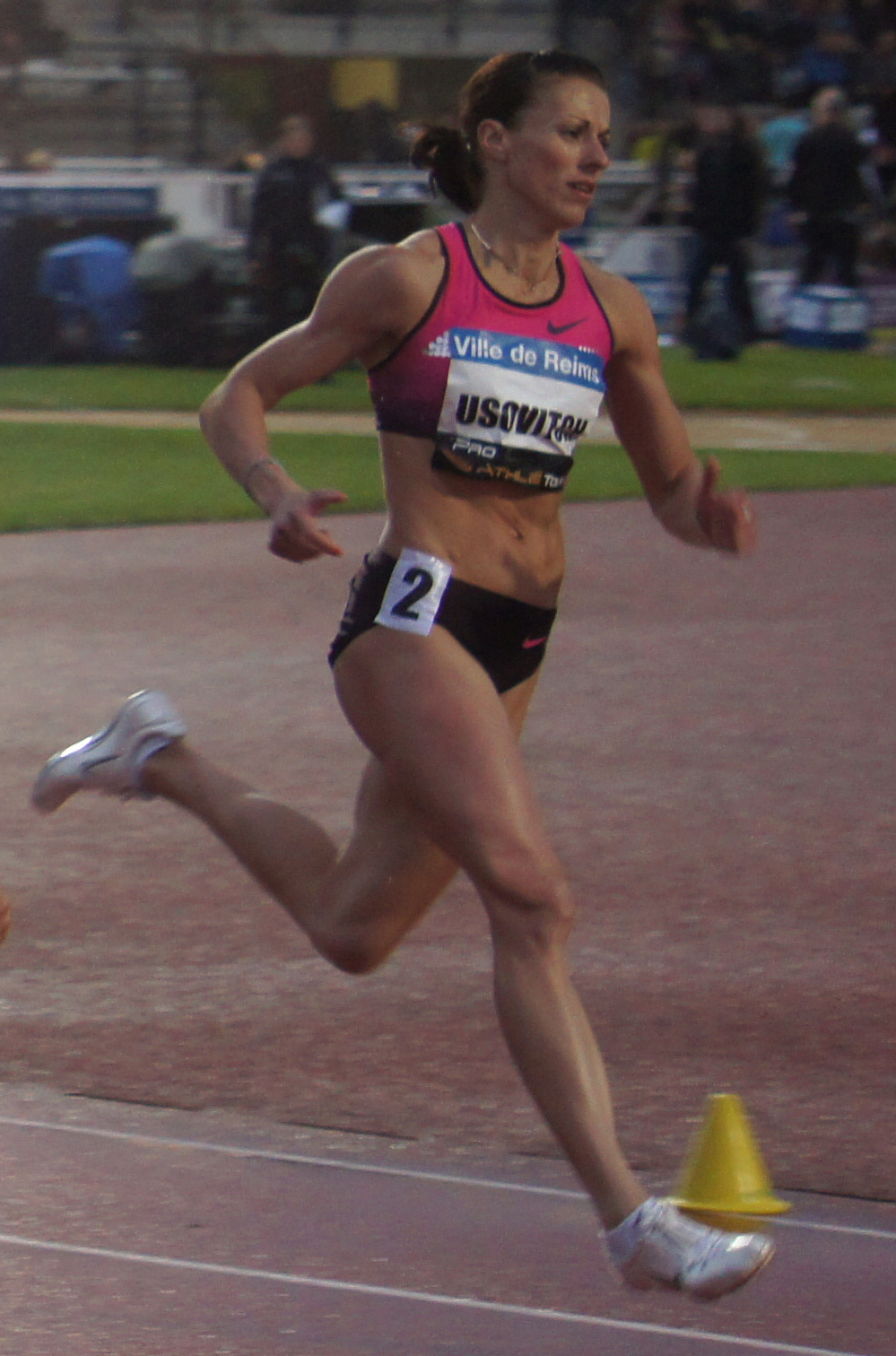
Ilona Ussowitsch erreichte Platz fünf
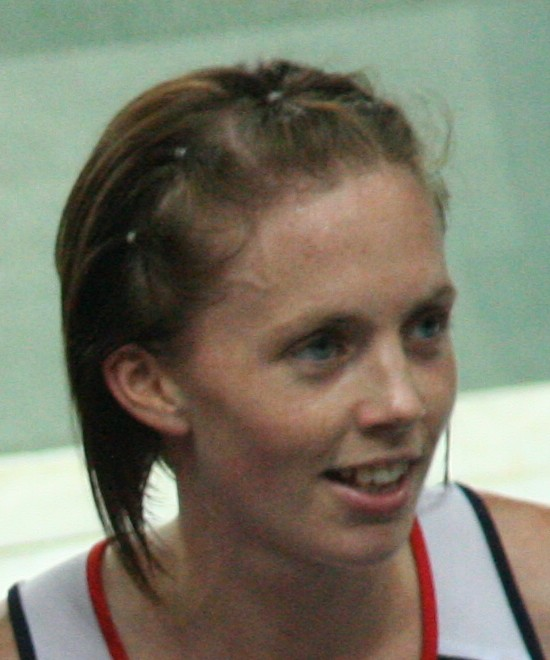
Nicola Sanders kam auf den sechsten Platz
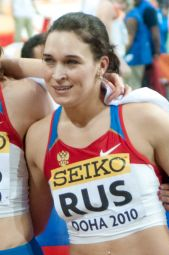
Swetlana Pospelowa belegte Rang sieben

## Videolink
- 2006 European Championships Women's 400m, youtube.com, abgerufen am 29. Januar 2023